# H2O (groupe)
Pour les articles homonymes, voir H2O.
H2O est un groupe de punk hardcore américain, originaire de New York. Formé en 1994, H2O compte un total de sept albums studio, et six EP.

## Biographie

### Débuts et période Epitaph (1994–2000)
Alors en tournée comme roadie pour Sick of It All, Toby Morse chantait parfois en fin de concerts. À la fin de 1994, Morse décide de lancer son propre groupe et forme H2O au Lower East Side de Manhattan. Le groupe tourne entre 1995 et 1996, avec d'autres groupes punk hardcore comme Rancid, au Roseland Ballroom, Quicksand à Long Island et Sick of It All et CIV en été. En janvier 1996, ils enregistrent leur premier album éponyme au Brielle Studios-NYC qu'ils publieront en mai. Ils tournent ensuite en été avec Shelter et Murphys Law. H2O joue au CBGB's en octobre cette même année, et enregistre un clip pour Family Tree. Ils tournent aussi avec Social Distortion en octobre 1996. 
En juin 1997, H2O enregistre et publie Thicker than Water en octobre. Ils tournent jusqu'en fin d'année et en 1998. En 1997, ils ouvrent pour Misfits, Pennywise, Sick of It All, CIV et The Mighty Mighty Bosstones, et jouent au Warped Tour en 1998 et 1999. Ils tournent au Japon pour la première fois en 1997 et y retournent en 1998.
En 1999, ils enregistrent et publient F.T.T.W. en mai, et tournent une vidéo pour One Life One Chance, et jouent encore une fois à l'international et en 2000. Ils jouent aussi au Warped Tour en 1999. En 1999 et 2000, ils jouent avec NOFX, The Bouncing Souls, 7 Seconds et Saves the Day. Cet été en 2000, H2O enregistre une reprise de la chanson It Was a Good Day d'Ice Cube.

### Go(2001–2007)
En novembre et décembre 2000, ils enregistrent leur premier album chez une major, MCA Records, intitulée Go. Ils enregistrent Go aux Rumbo Recorders Studios, à cette période dirigée par la superstar pop des années 1970 Captain and Tennille, à Canoga Park, en Californie.
Go est publié en mai 2001 et produit par Matt Wallace (Faith No More, The Replacements, Maroon 5) et tourne intensément, entre 150 et 200 concerts pendant l'année. H2O tourne une vidéo pour Role Model et joue Memory Lane à l'émission de Conan O'Brien en mai la même année. Ils jouent au Warped Tour avec Blink-182, Good Charlotte, New Found Glory et Face to Face et une tournée au Canada en 2001. En 2002, H2O publie l'EP All We Want, trois nouvelles chansons et chansons live. Ils tournent aussi au Japon et en Europe, puis en Amérique du Nord avec Sum 41 et Box Car Racer.
En 2005, H2O tourne en Europe avec Madball et aux États-Unis avec The Used, Pennywise et Dropkick Murphys. En 2006, H2O tourne en  Amérique du Sud pour la première fois. Ils jouent aussi aux États-Unis avec Rancid. H2O tourne au Japon en mai et juin 2007. À cette période, ils enregistrent Nothing to Prove.

### Nothing to Prove(2008–2011)
H2O revient en studio en janvier 2008 pour enregistrer un cinquième album, et publie de nouvelles chansons sur Myspace. Le 14 janvier 2008, le groupe annonce sa signature avec le label Bridge 9 Records, et leur nouvel album est publié le 27 mai 2008. Intitulé Nothing to Prove, il est leur premier album en sept ans,. Le groupe joue en soutien à l'album avec Rancid, puis tourne en Europe. En mars 2008, H2O est annoncé aux Reading and Leeds Festivals.
H2O publie un DVD intitulé One Life One Chance. H2O tourne un clip pour What Happened et Nothing to Prove, issue de Nothing to Prove.
En août 2010, H2O joue à Manhattan. Ils tournent la même année en Amérique du Sud. Brian « Mitts » Daniels (Madball) remplace Todd Morse, ce dernier étant en tournée avec The Offspring. Entre février et mai 2011, ils reviennent en studio pour enregistrer des reprises de chansons d'autres groupes punk. En août 2011, ils tournent pour la première fois en Irlande.

### Don't Forget Your Roots(2011–2015)
Le 15 novembre 2011, H2O publie Don't Forget Your Roots, un album hommage de quinze titres. Le 1er janvier 2013, H2O poste sur Facebook qu'il publiera quelque chose en 2013.
En janvier 2015, H2O joue à São Paulo, au Brésil. En mars 2015, H2O annonce l'enregistrement de l'album Use Your Voice, prévu chez Bridge Nine Records le 9 octobre 2015. En avril 2015, H2O tourne au Mexique pour la première fois. Le 5 août, Todd Morse confirme son départ du groupe pour former un projet appelé Toddsplanet.

### Use Your Voice(depuis 2015)
H2O publie Use Your Voice chez Bridge 9 Records le 9 octobre 2015. L'album est enregistré entre mars et mai 2015 aux Buzzbomb Sound Lab Studios et produit par Chad Gilbert. H2O tourne un clip pour Skate en juin 2015. Le 15 février 2016 sort la vidéo de True Romance. En novembre et décembre 2016, H2O termine l'année en jouant H2O (1996) avec Todd Morse.

## Membres

### Membres actuels
- Toby Morse – chant (depuis 1994)
- Rusty Pistachio – guitare solo, chœurs (depuis 1994)
- Adam Blake – basse, chœurs (depuis 1996)
- Matt Henderson – guitare rythmique, chœurs (depuis 2022)
- Max Morse – batterie, percussions (depuis 2022)

### Anciens membres
- Max Capshaw – batterie, percussions (1994–1996)
- Eric Thrice – basse (1994–1996)
- Todd Morse – guitare rythmique, chœurs (1995–2015)
- Todd Friend – batterie, percussions, chœurs (1996–2022)
- Colin McGinnis – guitare rythmique, chœurs (2015–2018)

## Discographie

### Albums studio
- 1996 : H2O
- 1997 : Thicker than Water
- 1999 : F.T.T.W.
- 2001 : Go
- 2008 : Nothing to Prove
- 2011 : Don't Forget Your Roots
- 2015 : Use Your Voice

### EP
- 2000 : This Is The East Coast...! Not LA ! (avec Dropkick Murphys)
- 2000 : Live EP (H2O)
- 2002 : All We Want
- 2011 : California
- 2001 : New York City
- 2011 : Washington D.C.